# Skåningar (film)
Skåningar är en svensk film från 1944 baserad på Henrik Wranérs berättelser med samma namn.

## Handling
Mårten och Karna har tre giftasvuxna söner. Ska sönerna hitta varsin hustru som föräldrarna gillar?

## Om filmen
Filmen är inspelad i juli och augusti 1944 i Svensk Talfilms ateljé i Tennishallen i Malmö samt i Slågarp, Vellinge, Vitaby kyrka, Skåne-Tranås gästgivaregård och Tomelilla med omgivningar.
Den hade premiär den 9 oktober 1944 och är barntillåten. Filmen har även visats på SVT, TV3 och TV4.

## Rollista (urval)
- Benkt-Åke Benktsson - Mårten Esbjörnsson
- Alfhild Degerberg - Karna Esbjörnsson, hans hustru
- Arne Nyberg - Sten, Mårtens och Karnas son
- Åke Engfeldt - Eskil, Mårtens och Karnas son
- Harry Persson - Truls, Mårtens och Karnas son
- Per Björkman - Jöns, dräng hos Mårten
- Sonja Sjöstrand - Alma, piga hos Mårten
- John Degerberg - Per Speleman, postmästare
- Lill Arncloo - Elna Pålsdotter
- Bertil Anderberg - Holger Sunesson, skräddare
- Algot Larsson - Jeppa, Mårtens granne
- Johan Rosén - Ola Månsson
- Sylva Åkesson - Gertrud Olsdotter, Ola Månssons dotter
- Otto Landahl - Måns Olsson, hästhandlare
- Olga Hellquist - Olga, servitris på gästgiveriet
- Per Hjern - stinsen

## Musik i filmen
- Vid den gamla pilen, musik Nils Perne, Sven Paddock, text Theodor Tufvesson, sång Arne Nyberg, Ethel Mårtensson
- Skålsång, musik Nils Perne, Sven Paddock, text Nils Birger Persson, sång Benkt-Åke Benktsson
- Nu ska' jag sta och fria, musik Nils Perne, Sven Paddock, text Nils Birger Persson, sång Harry Persson
- Kan du baga äggakaga?, musik Nils Perne, Sven Paddock, text Nils Birger Persson, sång Harry Persson, Sylva Åkesson
- Skånsk galopp, musik Ernst Schleich, Ingvar Kolmodin, text Ingvar Kolmodin, sång Benkt-Åke Benktsson
- Lergöken, musik Nils Perne, Sven Paddock, text Nils Birger Persson, sång okända sångare